# Seattle (песня)
«Seattle» — песня британской группы Public Image Ltd, ставшая первым синглом с их альбома 1987 года Happy?. Был выпущен в 7-дюймовом и в 12-дюймовом форматах. Сингл занял 47-е место на британском хит-параде. Это первый релиз нового PiL, состав которого продержался в течение пяти лет.

## О сингле
Песня была написана, когда группа была в турне, очевидно группу вдохновило, то что им было скучно в Сиэтле. Версия сингла немного отличается от альбомной.
- Песня «Selfish Rubbish» взята не с альбома, и вообще не выпускалась до 1999 года, когда её включили в сборник «Plastic Box».
- Перезапись «The Suit» новым PiL была предназначена для альбома повторно перезаписанных песен PiL, как «Renovations». Однако, только «The Suit» и «Religion» вышли как Би-сайды.

## Комментарии
Песня 'Seattle' необычна тем, что была написана во время тура, в то время когда у нас выдавались свободные дни. И эти дни были в Сиэтле. Умно, а?— Джон Лайдон

Такие песни как 'Seattle' — были написаны из нескольких рифов, которые были у Брюса и Лу. Они дали мне их, и я записал поверх бас-партию, находясь на диване в гостиничном номере. Но это было ничто, пока Джон не сделал вокал. Как только он добавил вокал к нему, я был поражен! И это удивительно. Его вокал — это инструмент, а не просто пение.— Аллан Диас

## Список композиций
7" формат
1. «Seattle (7» Edit)"
2. «Selfish Rubbish»

12" формат
1. «Seattle (7» Edit)"
2. «The Suit (87 Remix)»
3. «Selfish Rubbish»